# Anvil (ゲームエンジン)
Anvil （アンヴィル）は、ユービーアイソフトによって開発されたゲームエンジンである。2009年まではScimitarという名称だった。 

## 機能
ユービーアイソフト モントリオールのテクニカルディレクターであるClaude Langlaisによると、モデリングでは3ds Maxを、キャラクターではZBrushを使用していると述べている。  このエンジンでは、 AutodeskのHumanIKミドルウェアを使用して、ランタイムに登りや押し出しのアニメーションでキャラクターの手や足を配置している。  
Anvilはアサシン クリード II用に改良され、完全な昼と夜のサイクル、描画距離の強化、 Far Cry 2で使用されているのと同じ植生技術、改善されたライティング、反射と特殊効果、新しい布システム、新しいAIとNPCナビゲーションシステムなどの機能が追加された。アサシン クリード リネージでは、Anvilのアセットを使用して、生身の俳優が撮影される環境を再現した。 
2012年、アップデート版のAnvilNextがリリースされた。これは、 アサシン クリード III以降を見越して開発され、多くの機能が強化された。まず、アサシン クリード IVで見られたような自動循環モードに加え、特定の天候を設定することができる新しい天候システムをサポートしている。次に、レンダラーが書き直され、効率が向上し、追加のポスト処理技術をサポートするようになった。また、Far Cry 4の技術が追加され、よりダイナミックなサンドボックス環境と新しい水の技術をサポートしている。つまり、ゲームのイベントに関連して、陸と海の両方にある敵の集落が現れたり消えたりする可能性があり、それに応じて水の効果を調整できる。さらに、アサシン クリード ユニティをはじめとして、特定のデザインルールやテンプレートに沿って、柔軟かつ自動で構造物を生成することができ、アーティストやデザイナーが複雑な都市環境を構築するために必要な時間や労力を軽減することができる。パリのノートルダム聖堂のような特定のランドマークは、今でも手作業でデザインされているが、現実のものとほぼ1:1の比率でレンダリングすることができる。そのほかにも、プレイアブルではないキャラクターのAIも改善されている。 

## 特徴
エンジンは、事前計算されたグローバルイルミネーション、リフレクションマッピング、ボリューメトリックフォグ、ダイナミックウェザー、ダイナミックフォリッジなど、さまざまなアップグレードを受けた。物理ベースレンダリングによる高度な制御メカニクスが追加され、マテリアル、オブジェクト、サーフェスを、照明、シェーディング、シャドウイングに対して、よりリアルに見せたり反応させることができる。さらに、ボリューメトリック技術の追加により、グローバルイルミネーションシステムがよりリアルになり、物理ベースのオブジェクトがよりリアルに反応し、布が主人公や環境、他のキャラクターにリアルに振る舞うようになった。ワールドは、より大きなランドマーク、より多くのオブジェクト、より大きな建物、ロード画面なしでアクセスできる建物の内部など、視覚的な忠実度、没入感、ゲームプレイを向上させる多くの追加機能をサポートしている。 

## Anvilを使用するゲーム

### Scimitar
- アサシン クリード（2007）
- Prince of Persia（2008）
- ショーン・ホワイト スノーボード（2008）

### Anvil
- アサシン クリード II（2009）
- プリンス・オブ・ペルシャ：忘れられた砂（2010）[3]
- アサシン クリード ブラザーフッド（2010）
- アサシン クリード リベレーション(2011）

### AnvilNext
- アサシン クリード III（2012）
- アサシン クリード III レディ リバティ（2012）
- アサシン クリード IV ブラック フラッグ(2013）
- アサシン クリード ローグ（2014）

### AnvilNext 2.0
- アサシン クリード ユニティ（2014）
- アサシン クリード シンジケート（2015）
- レインボーシックス シージ（2015）
- スティープ（2016）
- フォーオナー（2017）
- ゴーストリコン ワイルドランズ（2017）
- アサシン クリード オリジンズ（2017）
- アサシン クリード オデッセイ（2018）
- ゴーストリコンブレイクポイント（2019）
- スカル アンド ボーンズ（英語版）（2024)